# Сніжки (гра)
Сні́жки — гра, в якій беруть участь зазвичай дві команди, закидаючи один одного сніжками. Гра відбувається, як правило, взимку, протягом періоду, коли сніг добре ліпиться (зазвичай під час відлиги). Являє собою імітацію вогневого бою. Світовий рекорд за кількостю учасників був встановлений 10 лютого 2006 року в Мічиганському технологічному університеті, у грі брало участь 3745 студентів і дітей.
Гра має різні модифікації. Одна з них — використання різних захисних споруд (у тому числі зі снігу — снігова фортеця). Також можна використовувати щити для захисту від сніжок, а якщо не полінуватися — то зробити і снігову рушницю.

## Зображення

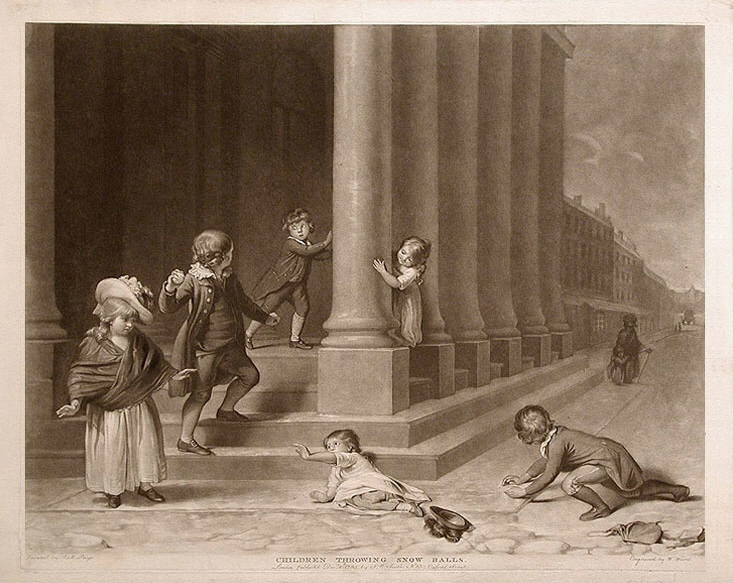
Діти, які грають у сніжки. Картина 1785 року
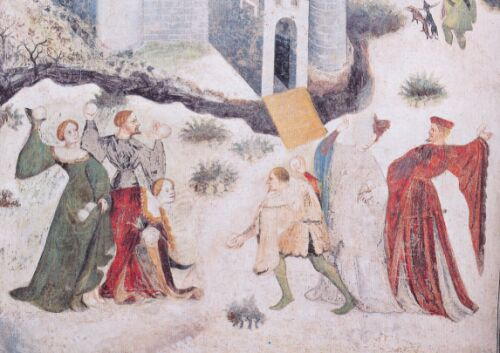
Гра в сніжки в замку Дель Буонконсігліо, близько 1400 року
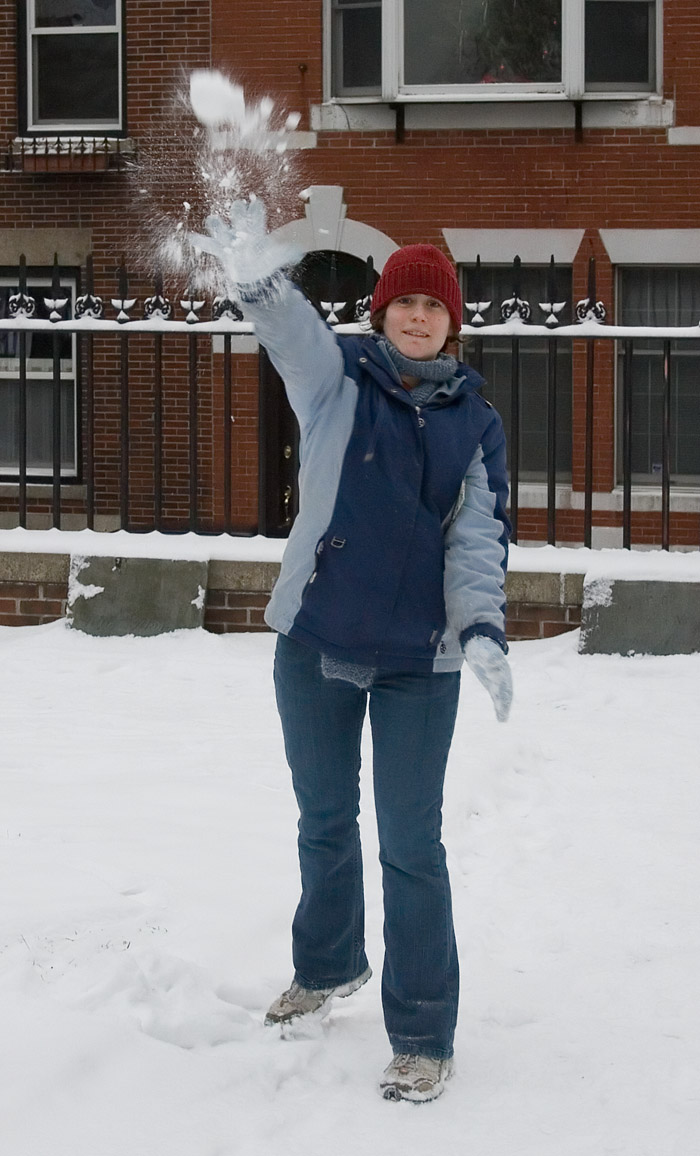
Гравець в сніжки в Бостоні